# Acuerdo Monetario Europeo
El Acuerdo Monetario Europeo fue un acuerdo  firmado en París el 5 de agosto de 1955. Administrado por la Organización para la Cooperación y el Desarrollo Económicos,  es el sucesor  de la Unión de Pagos europea. Proporciona un sistema multilateral de soluciones. El acuerdo se rescindió en 1972 por la OCDE, cuando sus objetivos eran en gran parte reemplazados por el Fondo Monetario Internacional.